# Bobby Jones (cầu thủ bóng đá, sinh năm 1938)
Robert Stanley Jones (28 tháng 10 năm 1938 - 22 tháng 7 năm 2015) là một cầu thủ bóng đá người Anh thi đấu ở vị trí tiền đạo cho Bristol Rovers, Northampton Town và Swindon Town ở Football League, và cho đội bóng non-league Soundwell và Minehead.
Sau đó ông trở thành cầu thủ-huấn luyện viên của Paulton Rovers, trước khi trở lại Bristol Rovers là huấn luyện viên đội trẻ vào tháng 1 năm 1980. Sau đó ông trở thành huấn luyện viên của Bath City, Forest Green Rovers, Mangotsfield United, Yate Town và Oldland.

## Danh hiệu
Cá nhân
Huấn luyện viên xuất sắc nhất tháng Football Conference: tháng 3 năm 1987